# 温迪·维贝
温迪·维贝（英語：Wendy Wiebe，1965年6月6日—），加拿大女子赛艇运动员。她曾代表加拿大参加1995年泛美运动会赛艇比赛，获得一枚金牌和一枚银牌。她也曾参加1996年夏季奥林匹克运动会。